# 미스터 (노래)
〈미스터〉(ミスター)는 카라의 일본 데뷔 싱글이다.

## 성과
데뷔 앨범 미스터는 현지 일본 팬들의 뜨거운 관심을 받고 첫 주 아시아 여성 그룹 최초로 오리콘 랭킹 주간 차트 톱 10에 진입했다. 카라의 미스터는 29년 8개월만에 해외 여성그룹 데뷔앨범 톱10 진입이다. 주간 싱글 랭킹 5위는 1980년 12월 15일 영국의 5인조 자매 그룹이었던 노랜즈(The Nolans)의 'Dancing Sister'로 7위를 기록한 이후 29년 8개월만의 아시아 여성그룹의 TOP10 첫 갱신이다. 전체 솔로 앨범을 포함하면 카라의 이번 싱글 '미스터' 앨범은 어우양페이페이의 '아메의 미도수지'(1971년), 아그네스 챈의 '히나게시의 하나'(1972년) 이후 37년 4개월 만의 세 번째 기록을 달성한 셈이다.
미스터의 열기는 연말까지 이어져 2010년 신인 싱글 앨범 판매 순위 3위를 기록했으며 음반과 함께 음원에서도 강세를 보인 미스터는 벨소리와 착신음에서 일본 레코드협회로부터 더블 플래티넘(50만건 이상)을 PC 전달 부분에서는 2010년 12월 골드(10만건 이상) 인증을 받았다.

## 트랙 리스트
- 초회한정판 A
  - CD1

1. ミスター (미스터)
2. アンブレラ (Umbrella)
3. ミスター （가라오케）

- - CD2

1. ミスター (Music Clip)
2. ミスタ－ (Dance Shot Ver)
3. ミスター (Music Clip 오프셧)

- - 스페셜DVD첨부, 악수회 참가권(일본 내 한정)

- 초회한정판 B

1. ミスター (미스터)
2. アンブレラ (Umbrella)
3. ミスター （가라오케）

- - 28P호화 북클릿 첨부, 악수회 참가권(일본 내 한정)

- 초회한정판 C

1. ミスター (미스터)
2. アンブレラ (Umbrella)
3. ミスター(가라오케)
4. ミスター（오리지널 한국어 버전)(Bonus Track)

- - 보너스트랙 수록, 악수회 참가권(일본 내 한정)

- 맥시 싱글

## 그 외
한류 열풍을 타고 남코의 음악 게임인 《태고의 달인》포터블 DX에도 수록되었다.